# Pycreus felicis
Pycreus felicis är en halvgräsart som beskrevs av Jean Raynal. Pycreus felicis ingår i släktet Pycreus och familjen halvgräs.
Artens utbredningsområde är Guinea. Inga underarter finns listade i Catalogue of Life.